# Salvador Bermúdez de Castro O'Lawlor
Salvador Bermúdez de Castro O'Lawlor (Madrid, 1863 – ibidem, 1945), marquis de Lema, est un juriste, homme politique, diplomate et essayiste espagnol.
Issu d’une famille d’intellectuels et d’hommes politiques, diplômé en droit, il s’engagea en politique et fut élu député aux Cortes sans interruption de 1891 à 1923, sous l’étiquette du Parti conservateur. Par l’entremise d’abord de Cánovas, qu’il admirait et dont il était le secrétaire et le protégé, il se vit confier de hautes charges dans l’administration (directeur des Postes et Télégraphes, 1899), puis des fonctions politiques (sous-secrétaire à l’Intérieur, 1899, à la Justice, 1900), et enfin, dans les gouvernements Eduardo Dato successifs, le portefeuille des Affaires étrangères (1913-1915, 1917, 1919-1921), auquel titre il se fit l’avocat de la neutralité de l’Espagne dans la Première Guerre mondiale. Il exerça brièvement comme maire de Madrid (1903-1904) et comme gouverneur de la Banque d'Espagne (1922-1923), et se retira définitivement de la politique à l’avènement de la dictature de Primo de Rivera en 1923, pour se vouer dorénavant à ses activités d’académicien et d’essayiste (encore qu’il ait été en 1938 l’un des signataires d’un avis juridique tendant à absoudre au regard du droit le coup d’État militaire de juillet 1936).

## Biographie

### Origines familiales et formation
Issu d’une famille illustre et ancienne, Salvador Bermúdez de Castro O'Lawlor avait pour père Manuel Bermúdez de Castro y Díez, qui fut tour à tour ministre des Affaires étrangères, ministre de l’Intérieur et ministre de la Justice dans différents gouvernements d’Isabelle II, et pour mère Encarnación O’Lawlor Caballero, d’ascendance irlandaise, fille de José O’Lawlor O’Brennan, militaire irlandais, qui avait servi de longues années dans l’armée espagnole jusqu’à occuper le poste de capitaine général de Grenade, et dont un des cousins, Richard Lalor, était un nationaliste irlandais, membre de la Chambre des communes britannique. Son oncle Salvador avait exercé comme ministre plénipotentiaire d’Espagne à Paris et à Naples, et s’était vu octroyer en 1858 des mains d’Isabelle II le titre de marquis de Lema. 
Salvador Bermúdez de Castro accomplit ses études secondaires dans un collège de jésuites à El Puerto de Santa María, dans la province de Cadix, puis à partir de 1877, sur décision de sa mère, suivant en cela l’avis du père qui attachait une grande importance à la connaissance des langues étrangères, suivant pendant deux années (certes incomplètes) les cours au collège catholique de Beaumont, à Old Windsor, en Angleterre,.
Bermúdez de Castro étudia ensuite le droit à l’université centrale de Madrid, où il obtint son doctorat en 1887, avec mention excellent (« sobresaliente »), sur une thèse intitulée El sistema de los concordatos, qui eut quelque répercussion dans les milieux sociaux. À ce moment, il pouvait déjà se prévaloir du titre nobiliaire de marquis de Lema, dont il avait hérité en 1884 de son oncle Salvador, qui en était le premier titulaire et était mort sans descendance.
Dès son jeune âge, il fréquenta les cercles culturels, en particulier l’Athénée (Ateneo) madrilène. En 1891, il prononça une conférence portant le titre El problema social y las escuelas públicas (littér. le Problème social et les Écoles publiques), qui parut sous forme d’ouvrage un an après.

### Carrière politique
Militant du Parti conservateur, il gagna en 1891 son premier siège de député aux Cortes pour la circonscription asturienne de Tineo (dans la province d’Oviedo), siège auquel il fut reconduit sans interruption, et invariablement sous la bannière du Parti conservateur, jusqu’à l’avènement de la dictature de Primo de Rivera en 1923. Devant les Cortes, il se signalait par ses interventions dans les débats sur la politique extérieure.
Admirateur de Cánovas, il lui fut donné de faire office de secrétaire personnel de celui-ci pendant plusieurs étés dans la station balnéaire basque de Santa Águeda (dans la commune d’Arrasate), jouissant bientôt d’une sorte de statut de favori. Aussi, ce fut à l’instigation de Cánovas que Bermúdez de Castro fut désigné pour occuper entre 1895 et 1897 le poste de directeur-général des Postes et Télégraphes, auquel titre il assista en 1896 comme délégué espagnol au Congrès postal universel.

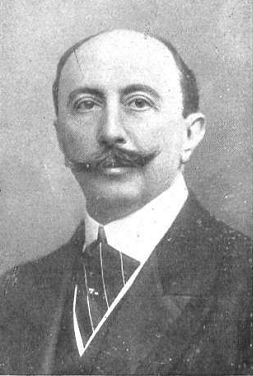
Salvador Bermúdez de Castro photographié par Kaulak.

La luttes internes au Parti conservateur au lendemain de la mort de Cánovas, assassiné par un anarchiste italien, n’eurent que peu d’impact sur la carrière de Bermúdez de Castro, qui sut se tenir à bonne distance de ces dissensions. En mars 1899, Francisco Silvela, naguère main droite de Cánovas, mais qui s’était éloigné du Parti conservateur en raison de son aversion pour Romero Robledo, fut chargé de former un nouveau gouvernement et choisit comme membres de son dénommé « gouvernement de Régénération nationale » plusieurs hautes figures conservatrices, telles que Raimundo Fernández Villaverde et Antonio Maura, et aussi Bermúdez de Castro, nommé sous-secrétaire à l’Intérieur, en qualité de quoi il assista au Congrès international d’Assistance publique et de Bienfaisance privée réuni à Paris en 1900. Il fut muté ensuite au ministère de la Justice (ministerio de Gracia y Justicia), de nouveau en tant que sous-secrétaire. Il officia comme maire de Madrid de 1903 à 1904, nommé à cette fonction alors que Fernández Villaverde se trouvait à la tête du gouvernement.
Cultivé, possédant des talents d’orateur, maniant avec aisance les langues française, anglaise, italienne et latine, ce fut à lui qu’Eduardo Dato, président du conseil, fit appel pour assumer le portefeuille des Affaires étrangères, dont il sera titulaire à trois reprises (1913-1915, 1917, et 1919-1921). Pendant la Première Guerre mondiale, nonobstant ses accointances avec les milieux britanniques, Bermúdez de Castro se fit l’avocat de la neutralité de l’Espagne, estimant que son pays n’avait avec aucune des puissances continentales de contentieux pouvant justifier aux yeux de l’opinion publique espagnole une entrée en guerre, ni n’avait dans le conflit quelque intérêt direct susceptible de motiver une intervention militaire. La décision de non-belligérance, qui emportait l’appui marqué de tout le cabinet ministériel et de tous les groupes politiques, était, arguait Bermúdez de Castro, en cohérence avec la politique étrangère antérieure, et fut accueillie avec bienveillance par la société civile espagnole. Bermúdez de Castro allait figurer, au sein du gouvernement, comme l’un des principaux soutiens de Dato en cette matière.
En 1922, Bermúdez de Castro occupa le temps de quelques mois le poste de gouverneur de la Banque d'Espagne, avant de se retirer de la politique après l’instauration de la dictature primorivériste en 1923. Il allait désormais se vouer à l’écriture, en particulier sur des sujets historiques, et à l’art, dont il était un fin connaisseur et un collectionneur. Néanmoins, son nom figure sur la liste des 22 juristes qui, désignés par le ministère de l’Intérieur en 1938, furent chargés de rédiger un avis d’expert (dictámen) sur l’illégitimité des pouvoirs en place le 18 juillet 1936 (« Dictamen sobre la ilegitimidad de los poderes actuantes el 18 de julio de 1936 »). Ledit avis, qui fut publié le 21 décembre 1938, visait à justifier en droit le soulèvement militaire à l’origine de la guerre civile,.

### Vie privée et activité académique

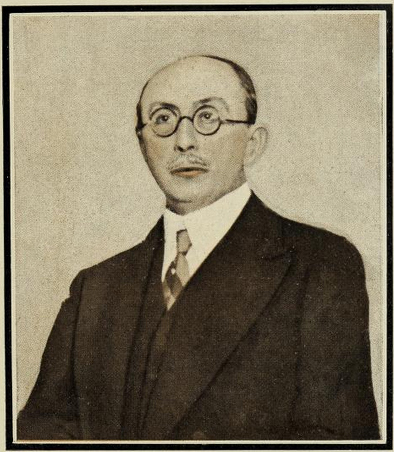
Salvador Bermúdez de Castro.

Bermúdez de Castro avait épousé en janvier 1901 María Victoria Sánchez de Toca, l’une des filles de l’homme politique Joaquín Sánchez de Toca. Le couple eut deux enfants,,.
Il fut élu membre de l’Académie royale d'histoire en 1913, allant occuper le fauteuil d’Alejandro Pidal y Mon, devenu vacant par le décès de celui-ci. Cependant, il n’en prit possession qu’en 1916, prononçant un discours de réception intitulé Calomarde, auquel l’académicien Juan Pérez de Guzmán y Gallo se chargea de répondre. Bermúdez de Castro était également membre de l’Académie royale des sciences morales et politiques (à partir de 1924) et de l’Académie royale espagnole (à partir de 1935),.
Il était récipiendaire de la Grand-Croix de Joseph d’Autriche ainsi que de la Grand-Croix d’Isabelle la Catholique, et était commandeur de l’ordre de Saint-Grégoire-le-Grand.

## Distinctions
- Grand-croix de l'ordre d'Isabelle la Catholique

## Publications de Bermúdez de Castro
- (es) El sistema de los concordatos como el único posible de resolver el problema de las relaciones entre la Iglesia y el Estado ; caracter y naturaleza de los mismos (thèse de doctorat), Madrid, Tipografía Ricardo Fe, 1887, 54 p.
- (es) Las relaciones entre la Iglesia y el Estado. Discurso leído en el Primer Congreso Católico Español, Madrid, Establecimiento tipográfico Sucesores de Rivadeneyra, 1890.
- (es) El problema social y las escuelas políticas. Memoria presentada a la Sección de Ciencias Morales y Políticas del Ateneo de Madrid, Madrid, Tipografía de Huérfanos, 1891, 98 p.
- (es) La Iglesia en la América española. Conferencia del Excmo. Sr. marqués de Lema, pronunciada el 3 de Mayo de 1892 (con ocasión del Centenario del Descubrimiento de América), Madrid, Establecimiento tipográfico Sucesores de Rivadeneyra, 1892, 42 p.
- (es) « Un cuadro de Velázquez: El estudio del retrato del cardenal-infante Don Fernando », Revista de Archivos, Bibliotecas y Museos, Madrid, Archivo Histórico Nacional, vol. 24,‎ 1911, p. 248-266 (ISSN 0034-771X).
- (es) Antecedentes políticos y diplomáticos de los sucesos de 1808. Estudio histórico-crítico escrito con presencia de documentos inéditos del archivo reservado de Fernando VII, del Histórico Nacional y otros, Madrid, Librería de F. Beltrán / Imprenta Alemana, 1911 & 1912, 398 p.
- (es) « El último Gran Maestre de la Orden de San Juan de Jerusalén don Francisco Jiménez de Tejada », Revista de Archivos, Bibliotecas y Museos, Madrid, Archivo Histórico Nacional, vol. XXVI,‎ 1912, p. 405 (ISSN 0034-771X).
- (es) Estudios históricos y críticos. Primera serie, Madrid, Jaime Rates Martín, 1913.
- (es) Calomarde. Discurso de ingreso en la Real Academia de la Historia, Madrid, Jaime Ratés, 1916.
- (en) Spain since 1815, Cambridge, Cambridge University Press, 1921, 71 p.
- (es) El gobernante. Discurso de ingreso en la Real Academia de Ciencias Morales y Políticas, Madrid, Talleres Voluntad, 1924, 139 p.
- (es) De la Revolución a la Restauración, Madrid, Talleres Voluntad, 1927, 822 p. (2 volumes).
- (es) La dimisión del marqués de Villaurrutia de la embajada de España en París (1914). Recueil d’articles parus dans La Époque en décembre 1928, Madrid, 1929, 43 p.
- (es) Mis Recuerdos (1880-1901), Madrid / Barcelone / Buenos Aires, Compañía Ibero-Americana de Publicaciones, 1930, 286 p.
- (es) Prácticas Internacionales. Conferencia pronunciada en la Asociación Española de Derecho Internacional, 1930.
- (es) La Nobleza y el Gobierno. Conferencia en el ciclo de las organizadas por el Centro de Administración Nobiliaria, Madrid, 1930.
- (es) Cánovas o El hombre de Estado, Barcelone, Espasa Calpe, coll. « Vidas españolas e hispanoamericanas del siglo XIX (vol. XV) », 1931, 265 p.
- (es) « Un momento político interesante y una carta de Donoso Cortés », Boletín de la Real Academia de la Historia, Madrid, Tipografía de Archivos, vol. 100,‎ 1932, p. 539-561 (lire en ligne).
- (es) Don Salvador Bermúdez de Castro y Díez y su época literaria. Discurso de ingreso en la Real Academia Española, Madrid, Tipografía Huelves y Cía., 1935.
- (es) La política exterior española a principios del siglo XIX, Madrid, Editorial Reus, 1935, 203 p.
- (es) D. Pedro José Pidal, Marqués de Pidal, primer Presidente de la Academia de Ciencias Morales y Políticas (1857-1865), Madrid, Imprenta de la Sucesora de M. Minuesa de los Ríos, 1935, 33 p.
- (es) « Consideraciones sobre la situación internacional de España », Anales, Madrid, no 7,‎ 1936 (lire en ligne).